# Lesea Henus
Lesea Henus (născută Kalitovska; n. 13 februarie 1988, Poharîsko, Dobrosyn-Maheriv Hromada⁠(d), RSS Ucraineană, URSS) este o ciclistă ucraineană, medaliată olimpică. A participat la 2 ediții ale Jocurilor Olimpice (2008, 2012) în care a câștigat o medalie de bronz.